# المصنعة (مناخة)

تعديل مصدري - تعديل

المصنعة هي إحدى قرى عزلة حصبان بمديرية مناخة التابعة لمحافظة صنعاء، بلغ تعداد سكانها 108 نسمة حسب تعداد اليمن لعام 2004.